# Johann Baptist Ritter von Spix
Johann Baptist Ritter von Spix (Höchstadt a.d.Aisch, 9 febbraio 1781 – Monaco di Baviera, 13 maggio 1826) è stato uno zoologo, biologo ed esploratore tedesco.

## Biografia

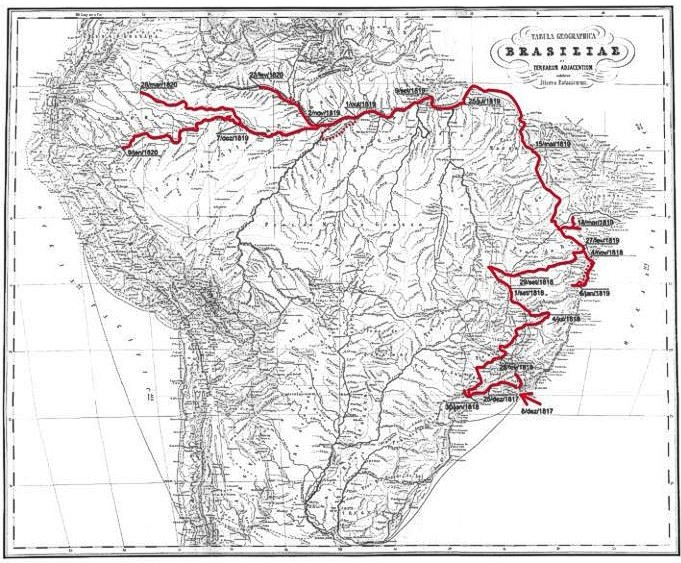
L'itinerario di von Martius e von Spix in Brasile

Figlio di un chirurgo, si laureò in Teologia all'Università di Bamberga e in Biologia nel 1806 all'Università di Würzburg specializzandosi in Teriologia e Ornitologia. 
Nel 1811 divenne primo Curatore di Zoologia alla Bayerische Akademie der Wissenschaften di Monaco.
Nel 1815 prese parte a una grande spedizione in Brasile con altri biologi (tra cui Carl Friedrich Philipp von Martius); questa spedizione fu una delle più importanti del XIX secolo durante la quale furono scoperte  e classificate numerose specie, tra cui l'anfibio Brachycephalus ephippium. Nel corso del loro viaggio, fra l'altro, Martius e Spix scoprirono inoltre i fossili della Formazione Santana.
Viene ricordato in anatomia e odontoiatria per aver scoperto la Lingula Mandibularis anche nota come Spina di Spix.
Il materiale raccolto da Spix nelle sue esplorazioni è conservato nel Staatliches Museum für Völkerkunde di Monaco.
Dal 1981 la Zoologischen Staatssammlung di Monaco consegna la "Medaglia Ritter-von-Spix" ai più importanti sponsor del museo.

## Opere
- Reise in Brasilien in den Jahren 1817 bis 1820 (1823-1831)
- Simiarum et Vespertilionum Brasiliensium Species Novae (1823)
- Animalia Nova sive Species Novae Testudinum et Ranarum (1824)
- Animalia Nova sive Species Novae Lacertarum (1825)
- Serpentum Brasiliensium species novae ou histoire naturelle des espèces(1824)
- Avium Species Novae (1824-1825)
- Selecta genera et species piscium  (1829-1831)

Opere tratte dai suoi studi:
- J. G. Wagler, Serpentum Brasiliensium Species Novae (1824)

| Spix è l'abbreviazione standard utilizzata per le piante descritte da Johann Baptist Ritter von Spix. Consulta l'elenco delle piante assegnate a questo autore dall'IPNI. |

| Spix è l'abbreviazione standard utilizzata per le specie animali descritte da Johann Baptist Ritter von Spix. Categoria:Taxa classificati da Johann Baptist Ritter von Spix |